# Конотопский завод «Мотордеталь»
Конотопский завод «Мотордеталь» (укр. Конотопський завод «Мотордеталь») — промышленное предприятие в городе Конотоп Сумской области Украины.

## История
Завод по производству поршней был создан в соответствии с девятым пятилетним планом развития народного хозяйства СССР (на месте ремонтной мастерской машинно-тракторной станции) и введён в эксплуатацию в 1972 году под наименованием Конотопский завод поршней.
В советское время завод входил в число крупнейших предприятий города, на балансе предприятия находились объекты социальной инфраструктуры.
В условиях экономического кризиса и разрыва хозяйственных связей в начале 1990х годов положение предприятия осложнилось, в 1994-м году объем производства завода составлял 25% от объема производства советских лет.
1 сентября 1993 года находившееся на балансе завода ПТУ № 20 было передано в коммунальную собственность города.
В мае 1995 года Кабинет министров Украины утвердил решение о приватизации завода "Мотордеталь", в дальнейшим государственное предприятие было преобразовано в общество с ограниченной ответственностью.
В апреле 2002 года было подписано российско-украинское соглашение о производственной кооперации, способствовавшее экспорту продукции завода в Россию.
22 февраля 2014 года новое правительство Украины приняло решение о разрыве экономических отношений с Россией, в результате уже в первом полугодии 2014 года положение завода ухудшилось.

## Современное состояние
В состав предприятия входят чугунолитейное производство, два механообрабатывающих цеха и вспомогательные цеха.
Завод производит более 1000 наименований гильз цилиндров поршневых двигателей внутреннего сгорания (диаметром от 50 до 400 мм и длиной от 250 до 1100 мм) для автомобильной техники, тракторов, комбайнов, судов и тепловозов.